# Ashvin (mois)
Septième mois 
•	du calendrier luni-solaire hindou, 
•	du calendrier solaire tamoul, où il est connu sous le nom d'Aippasi, 
•	du calendrier national solaire indien, 
•	du calendrier lunaire indien du plateau du Deccan.
Sixième mois du calendrier solaire bengali. 
Dans l'astrologie hindoue, Ashvin commence avec l'entrée du Soleil en Vierge.
Dans les calendriers religieux lunaires, Ashvin commence à la nouvelle lune ou à la pleine lune au moment de l'équinoxe de septembre.
Il chevauche septembre et octobre du calendrier grégorien.
Cela tombe pendant la saison de Sharada, ou automne. 
Ashvin ou Ashwin ou Ashwan ( /ə ˈ ʃ w ɪ n / ; bengali : আশ্বিন ; hindi : आश्विन ; Odia ; Malais / Indonésien : Aswin ; Thaï : Asawin), également connu sous le nom d'Aswayuja, est le septième mois du calendrier luni-solaire hindou, du calendrier solaire tamoul, où il est connu sous le nom d'Aippasi, et du calendrier national solaire indien.
C'est le sixième mois du calendrier solaire bengali ; et le septième du calendrier lunaire indien du plateau du Deccan.
Cela tombe pendant la saison de Sharada, ou automne. Dans l'astrologie hindoue, Ashvin commence avec l'entrée du Soleil en Vierge.
Il chevauche septembre et octobre du calendrier grégorien et est le mois au cours duquel Diwali, la fête des lumières, est célébrée selon la tradition amanta (Diwali tombe à Kartika selon la tradition purnimanta). Dans les calendriers religieux lunaires, Ashvin commence à la nouvelle lune ou à la pleine lune au moment de l'équinoxe de septembre.

## Étymologie
Ashvini est la première étoile à apparaître dans le ciel du soir. En astrologie indienne, c'est la tête du Bélier, ou le premier des 27 Nakshatra. Ashvin représente également les jumeaux divins, les Ashvins, les dieux de la vision, la médecine ayurvédique, la lueur du lever et du coucher du soleil et l'aversion du malheur et de la maladie dans la mythologie hindoue.
Asawin est la variante thaïlandaise d'Ashvin et représente le guerrier. Le terme est souvent traduit en anglais par chevalier. Les Ashvins sont décrits comme représentant le « mélange de lumière et d'obscurité » pendant la période crépusculaire.

## Festivals
1. Navaratri (1-9 Ashvin lunaire)
2. Durga Puja (6-10 Ashvin lunaire)
3. Saraswati Puja dans le sud de l’Inde (8-10 Ashvin lunaire)
4. Vijayadashami ou Dussehra (10 Ashvin lunaire), le dernier jour de Navaratri
5. Kojagiri Poornima (15 Ashvin lunaire)
6. Festival de Diwali (tradition amanta), comprenant Dhanteras (28 Ashvin lunaire), Naraka Chaturdasi (29 Ashvin lunaire) et Lakshmi Puja (30 Ashvin lunaire)
7. Kali Puja (nouvelle lune d'Ashvin lunaire), qui a lieu selon le calendrier lunaire, tombe généralement ce mois-ci.

## Variation régionale
Selon le dernier calendrier révisé du Bangladesh, Ashwin compte désormais 31 jours au lieu de 30 jours. Cette révision est entrée en vigueur le 16 octobre 2019.
Ashwin est connu sous le nom d'aipasi (ஐப்பசி) en tamoul et commence lorsque le soleil entre en Balance au mois d'octobre.
On l'appelle également le mois kunwaar (कुँवार) dans l'est de l'Uttar Pradesh et l'ouest de l'État du Bihar.

## Voir également
- Base astronomique du calendrier hindou
- Astronomie hindoue
- Unités de mesure hindoues
- Liste des prénoms les plus populaires en Inde
- Tichri